# Liste der Bodendenkmale in Berkenbrück
Die Liste der Bodendenkmale in Berkenbrück enthält alle Bodendenkmale der brandenburgischen Gemeinde Berkenbrück und ihrer Ortsteile auf der Grundlage der Landesdenkmalliste vom 31. Dezember 2020.
Die Baudenkmale sind in der Liste der Baudenkmale in Berkenbrück aufgeführt.
|  | Gemarkung                         | Flur    | Kurzbeschreibung | Bodendenkmalnummer | Bemerkung | Bild |
|  | --------------------------------- | ------- | --- | ------------------ | --------- | ---- |
|  | Berkenbrück (Lage)                | 5, 6    | Einzelfund Mittelalter, Rast- und Werkplatz Mesolithikum, Siedlung Bronzezeit, Siedlung Neolithikum, Einzelfund römische Kaiserzeit | 90269              |           |      |
|  | Berkenbrück (Lage)                | 5, 9    | Einzelfund Steinzeit, Siedlung Neuzeit, Burgwall slawisches Mittelalter, Burgwall deutsches Mittelalter                             | 90271              |           |      |
|  | Berkenbrück (Lage)                | 6       | Siedlung Neolithikum, Siedlung Urgeschichte                                                                                         | 90276              |           |      |
|  | Berkenbrück (Lage)                | 6, 9    | Siedlung Bronzezeit, Siedlung Steinzeit                                                                                             | 90277              |           |      |
|  | Berkenbrück (Lage)                | 6       | Gräberfeld Bronzezeit, Rast- und Werkplatz Mesolithikum, Siedlung Neolithikum, Siedlung Bronzezeit                                  | 90279              |           |      |
|  | Berkenbrück (Lage)                | 7       | Gräberfeld Bronzezeit | 90280              |           |      |
|  | Berkenbrück (Lage)                | 7, 8    | Rast- und Werkplatz Mesolithikum | 90281              |           |      |
|  | Berkenbrück (Lage)                | 9       | Siedlung slawisches Mittelalter, Siedlung Ur- und Frühgeschichte, Brücke Ur- und Frühgeschichte                                     | 90282              |           |      |
|  | Berkenbrück (Lage)                | 7, 9    | Siedlung Steinzeit | 90283              |           |      |
|  | Berkenbrück (Lage)                | 7       | Siedlung Neolithikum | 90284              |           |      |
|  | Berkenbrück (Lage)                | 6       | Siedlung Steinzeit, Siedlung Bronzezeit                                                                                             | 90285              |           |      |
|  | Berkenbrück (Lage)                | 7, 8    | Siedlung Urgeschichte, Rast- und Werkplatz Mesolithikum                                                                             | 90286              |           |      |
|  | Berkenbrück (Lage)                | 7, 9    | Siedlung Steinzeit, Siedlung Urgeschichte                                                                                           | 90287              |           |      |
|  | Berkenbrück (Lage)                | 7, 8, 9 | Rast- und Werkplatz Mesolithikum, Einzelfund Völkerwanderungszeit, Siedlung Urgeschichte                                            | 90288              |           |      |
|  | Berkenbrück, Langewahl (Lage)     | 4, 5, 2 | Rast- und Werkplatz Mesolithikum, Siedlung Urgeschichte, Siedlung Neolithikum                                                       | 90270              |           |      |
|  | Berkenbrück, Madlitz Forst (Lage) | 7, 1    | Rast- und Werkplatz Mesolithikum | 90273              |           |      |
|  | Berkenbrück, Langewahl (Lage)     | 4, 2    | Dorfkern Neuzeit, Dorfkern deutsches Mittelalter                                                                                    | 90274              |           |      |